# San Nicolò l’Arena

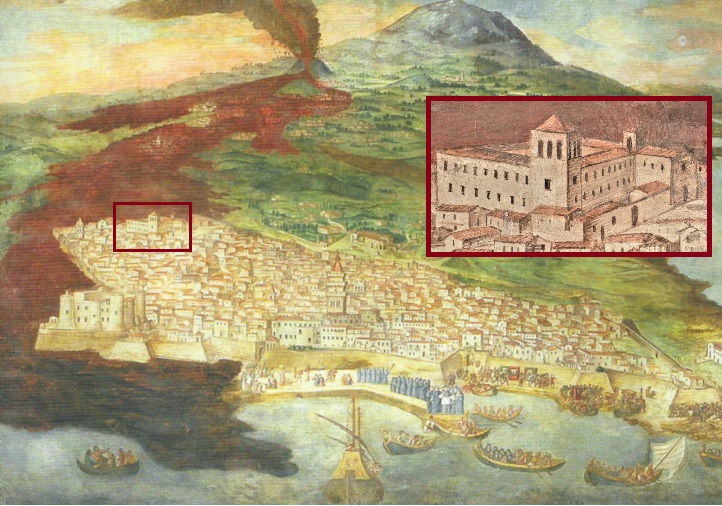
Das Kloster im Westen der Stadt mit dem Lavastrom von 1669.

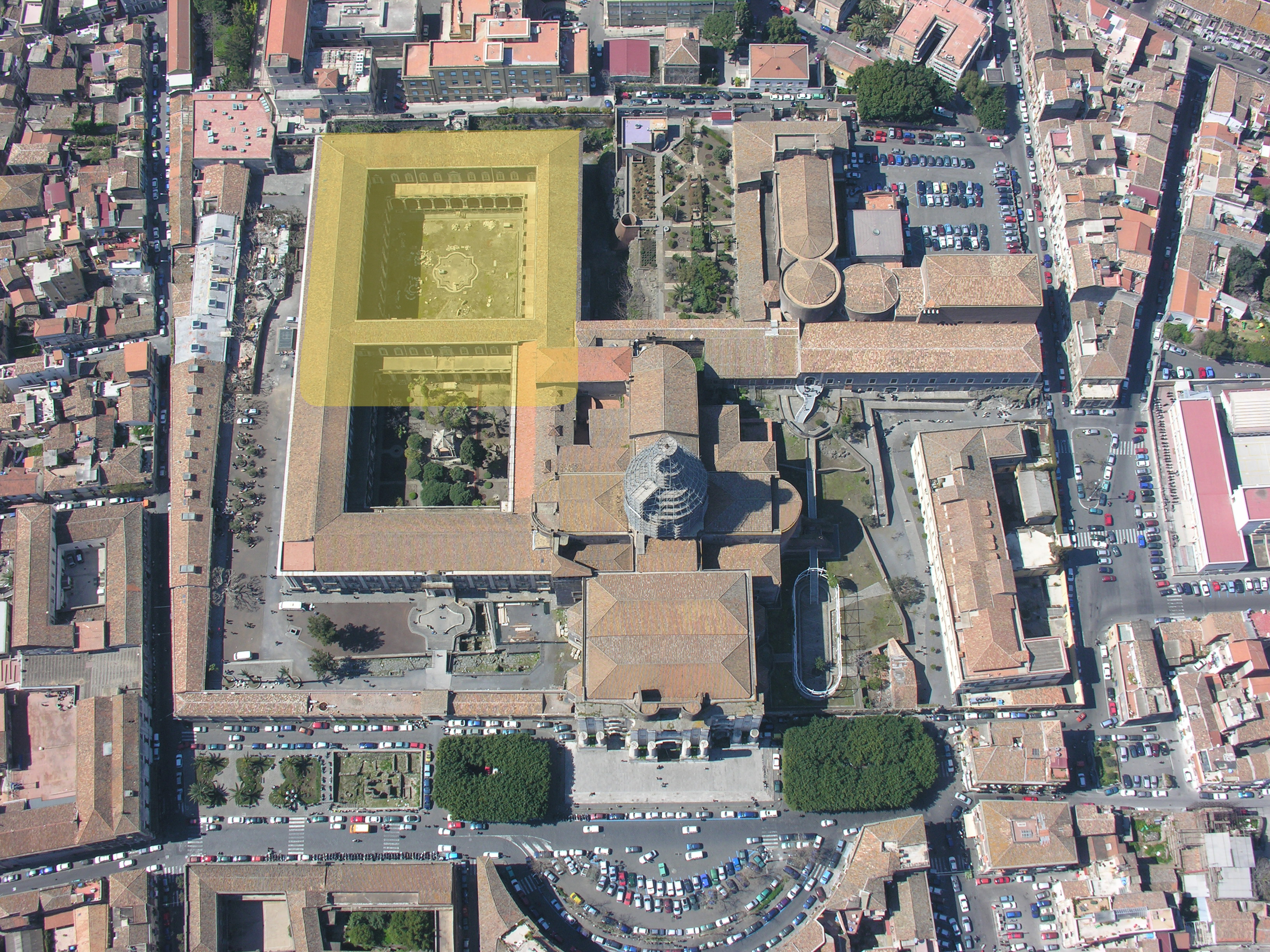
Luftaufnahme von Osten (gelb: Renaissance-Bau).

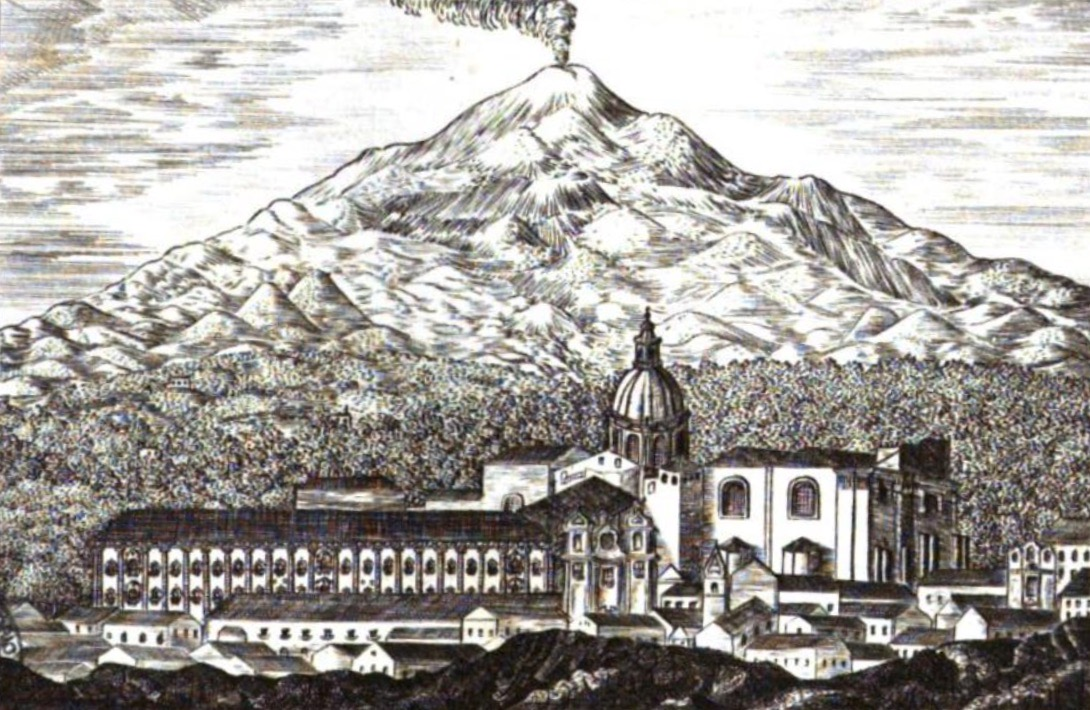
Ansicht von Süden (1846).

Das ehemalige Benediktinerkloster San Nicolò l’Arena im Westen der Altstadt von Catania gehört seit 2002 zum UNESCO-Weltkulturerbe Spätbarocke Städte des Val di Noto. Es gilt als größter Klosterkomplex Siziliens mit der größten Kirche der Insel. Das Konventsgebäude beherbergt heute Teile der Universität Catania.

## Anfänge in Nicolosi
Die nach der arabischen Vorherrschaft über Sizilien nach Catania berufenen Benediktiner gründeten Niederlassungen an den Hängen des Ätnas. Beim heutigen Dorf Nicolosi (700 m über Meer) wird erstmals 1156 ein Hospiz und 1359 ein der Abtei Santa Maria di Licodia unterstehendes  Priorat namens San Nicolò l’Arena erwähnt. Es war dem heiligen Nikolaus geweiht, dessen Gebeine von Myra nach Bari überführt worden waren. Der Beiname l’Arena rührt vom sandartigen Sedimentgestein rena rossa her (lateinisch arena = Sand), das der Hitze der Lavaströme ausgesetzt war. 1506 traten die Benediktiner Siziliens der Kongregation von Montecassino bei.

## Der Renaissance-Bau

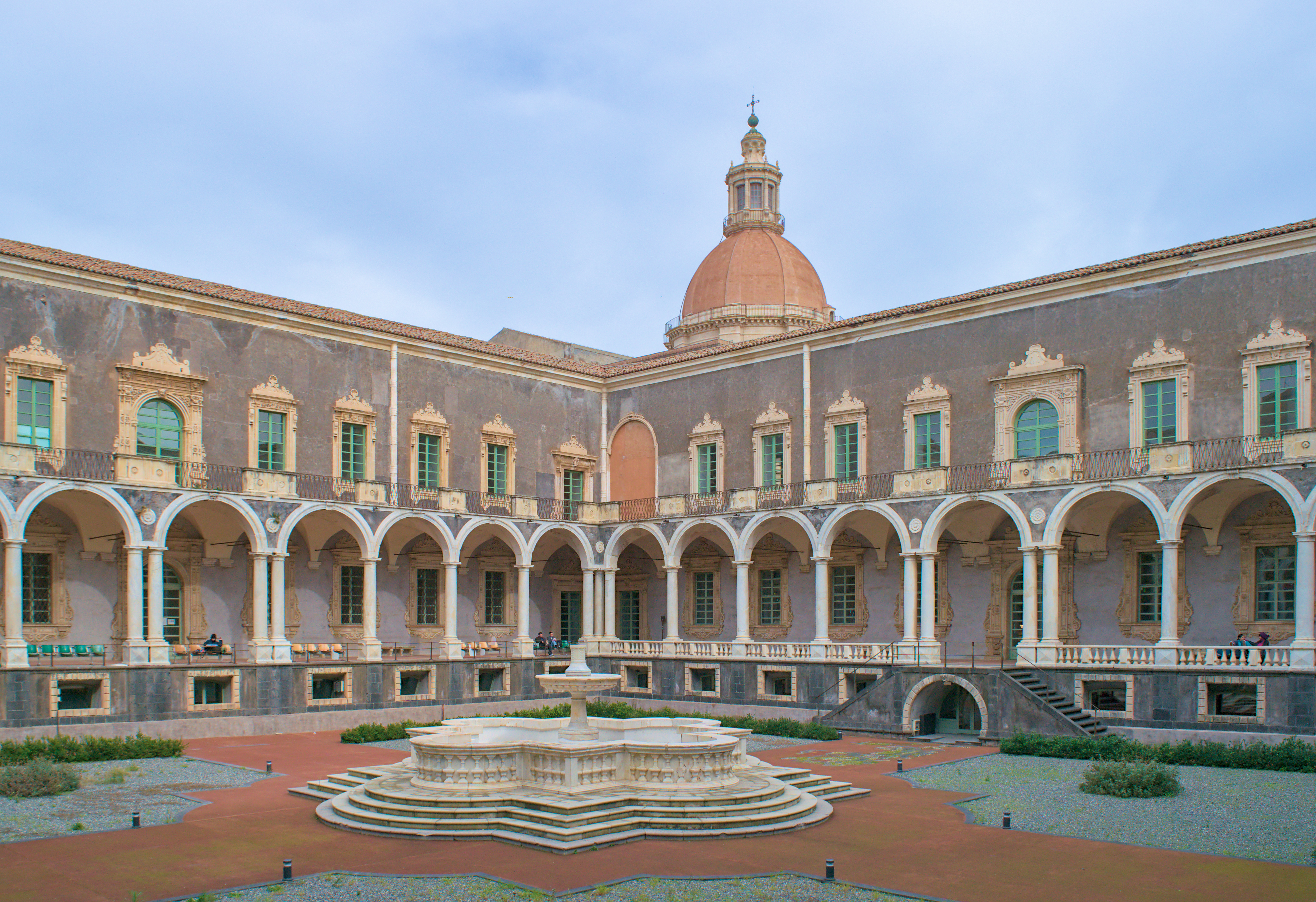
Restaurierter ältester Teil des Konventsgebäudes: Westlicher Kreuzgang mit Marmorbrunnen.

In der Folge wurde das Kloster von Nicolosi nach Catania verlegt, wozu die Gefährdung durch Briganten, Ausbrüche des Ätnas und Erdbeben sowie das rauere Klima der Kleinen Eiszeit beigetragen haben sollen. Die Vorsteher behielten den Titel Abt von Santa Maria di Licodia und San Nicolò l’Arena. Als Standort des neuen Klosters wurde zuerst die Umgebung der heutigen Piazza Machiavelli im Westen der Stadt gewählt, dann die etwas nördlicher gelegene Cipriana genannte Gegend (von Cypris = Venus). Die Bauarbeiten begannen 1558. In den folgenden Jahrzehnten entstand das quadratische Konventsgebäude um den marmorgeschmückten (heute westlichen) Kreuzgang mit einem turmartigen Belvedere und einer kleinen Kirche. Zuerst wurden die Kellergeschosse des Nord- und Westflügels fertiggestellt. Die dabei überdeckten Mosaikböden und Fresken römischer Häuser sind heute wieder freigelegt. Für die Planung des Kreuzgangs zog man den in Sizilien tätigen Römer Architekten Giulio Lasso († 1612) bei, dessen bekanntestes Werk die Quattro Canti in Palermo sind.

## Das Projekt von Contini

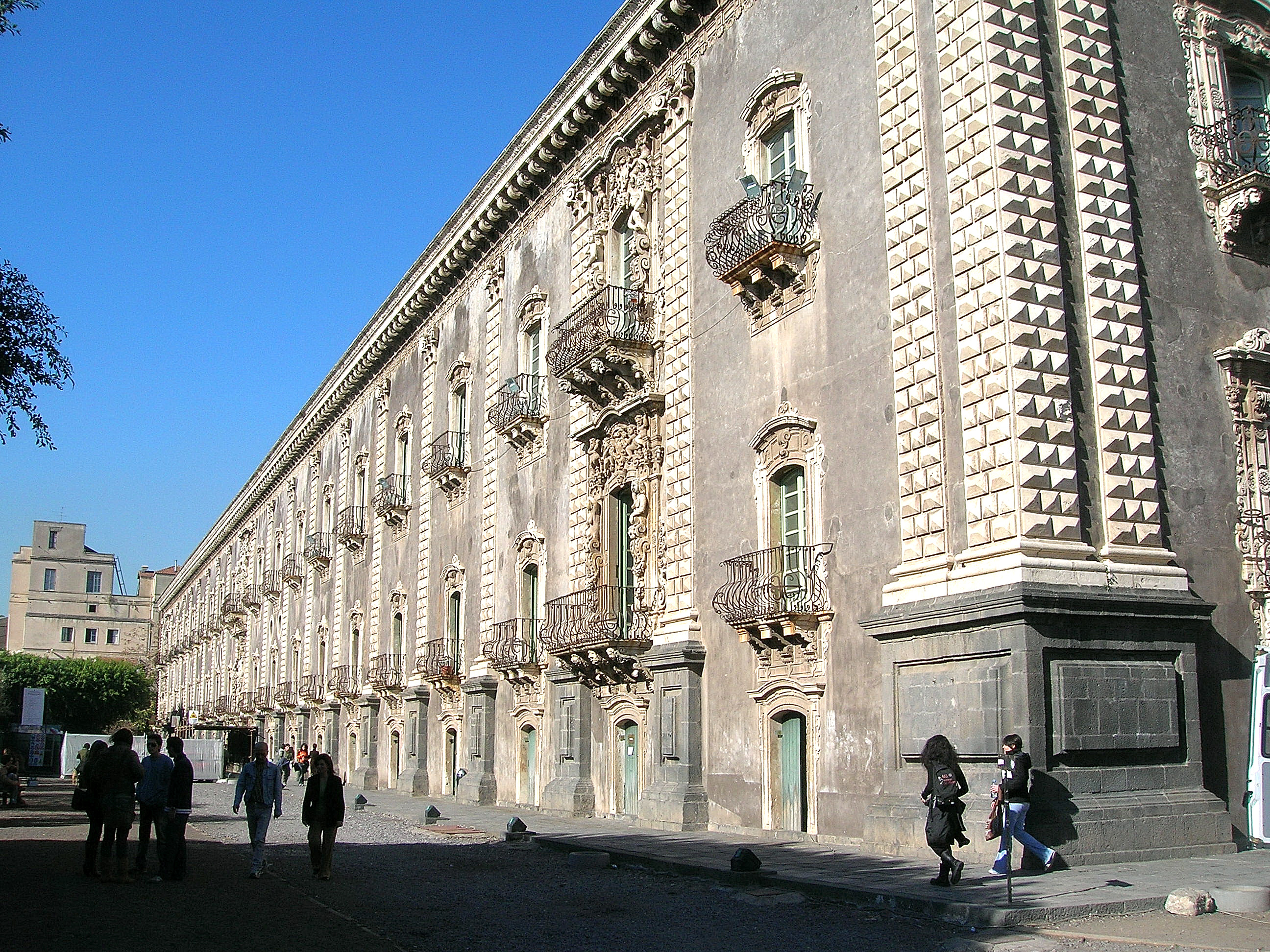
210 m lange Südfassade des Konventsgebäudes mit 42 Balkonen.

Als beim Ausbruch des Ätnas von 1669 die Lava um Catania herum ins Meer floss, machte sie erst an der West- und Nordfassade des Konventsgebäudes Halt. Dies erforderte umfangreiche Freilegungs- und Reparaturarbeiten. Die reiche Abtei begnügte sich aber nicht damit: 1686 ließ sie den toskanischen Architekten Giovanni Battista Contini (1641–1723) nach Catania kommen. Sie genehmigte dessen Projekt für eine neue Kirche, das vom Petersdom in Rom bzw. von der Basilika Santa Giustina in Padua beeinflusst worden sein soll. Continis Pläne, deren Verwirklichung umgehend in Angriff genommen wurden, sahen auch eine Vergrößerung des Konventsgebäudes auf das Vierfache vor. So wäre eine Anlage mit symmetrischem Grundriss entstanden, ähnlich jenem der Königsresidenz Escorial bei Madrid.

## Nach der Lava das Erdbeben
Doch bereits 1693 zerstörte das Erdbeben im Val di Noto (historische Verwaltungseinheit im Südosten Siziliens) Catania bis auf die Grundmauern. Wie die Mehrzahl der Einwohner starben auch zwei Drittel der Benediktinerpatres. Die Überlebenden begannen das Kloster zunächst an einen lavafreien neuen Standort namens Monte Vergine (Jungfrauenberg) zwischen den heutigen Straßen Sangiuliano, Santa Maddalena, Plebiscito und Bambino zu verlegen, doch erhob das Kriegsministerium Einspruch dagegen, weil an dieser Stelle die Errichtung eines königlichen Schlosses geplant war. Deshalb wurden im Jahr 1700 die Arbeiten am alten Standort wiederaufgenommen.

## Das spätbarocke Kloster

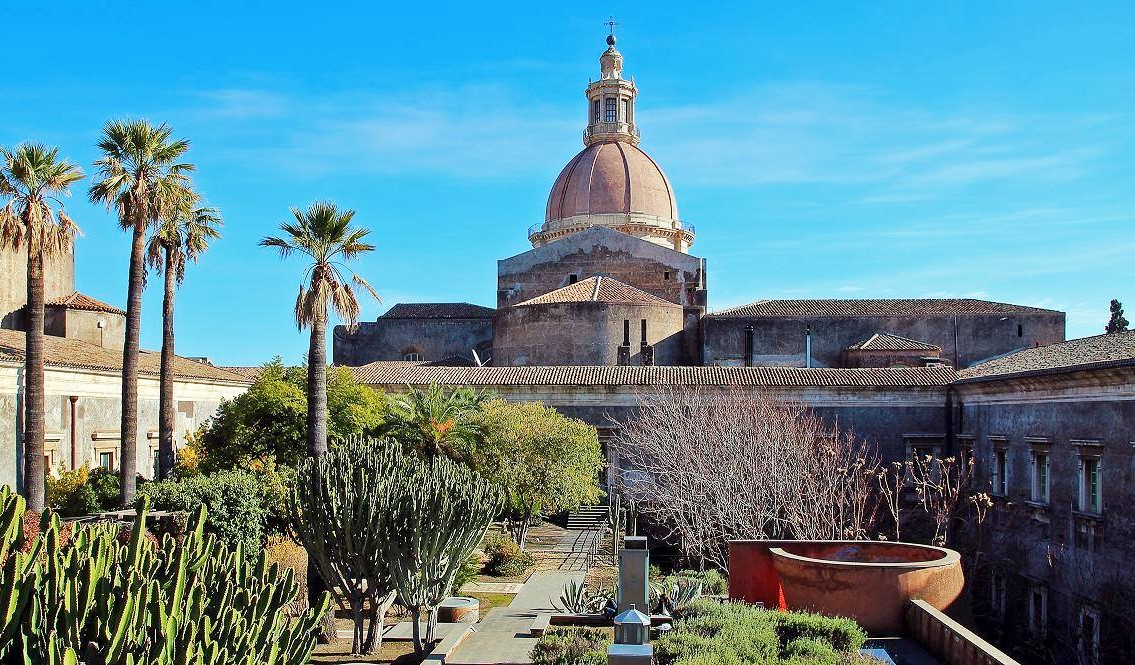
Novizengarten auf der Lavabank und Kuppel der Kirche.

Um die geplante Erweiterung des Klosters auf der Lavabank im Norden zu ermöglichen, hob man das Konventsgebäude durch Einbau eines verfüllten Zwischengeschosses über dem Keller an. Im Osten wurde ein zweiter Kreuzgang errichtet. Die Ost- und die Südfassade entstanden unter Leitung Antonino Amatos. Während Brydone diese Fassaden mit ihrem überreichen plastischen Schmuck 1770 mit jenen von Versailles verglich, sprach Bertucci 1846 spöttisch von „stile arabo-moderno“. Auch die nach 1693 unterbrochenen Arbeiten an der Kirche wurden wiederaufgenommen, wobei zuerst das Langhaus fertiggestellt wurde und einen provisorischen Abschluss erhielt.
1738–1743 begann Giovan Battista Vaccarini (1702–1768) auf der Lavabank anstelle des ursprünglich projektierten dritten Kreuzgangs Gemeinschafts- und Repräsentationsräume wie das Anterefektorium, das große Refektorium, das Museum und den Bibliothekssaal zu errichten. Ab 1746 baute Francesco Battaglia (1701–1788) weiter, unter anderem die Brücke, welche aus dem Obergeschoss des Konventsgebäudes zum Klostergarten auf der Lavabank im Westen hinausführte. Die unvollendete Kirche aber stürzte 1755 teilweise ein, weil die Gewölbe falsch konstruiert waren. Nun übernahm Giuseppe Palazzotto (1702–1764) die Bauleitung.
Riedesel schrieb 1767: „Sie haben eine Kirche zu bauen angefangen, welche, wie alles was die Pfaffen unternehmen, ohne Geschmack vieles Geld kosten wird; und das Gebäude wird so schlecht geführt, daß ein Gewölbe schon jetzo eingefallen, ungeachtet die Decke noch nicht darauf lieget. (…) Das Kloster ist ein erschreckliches Gebäude, fürchterlich wegen seiner Grösse und übeln Geschmack.“

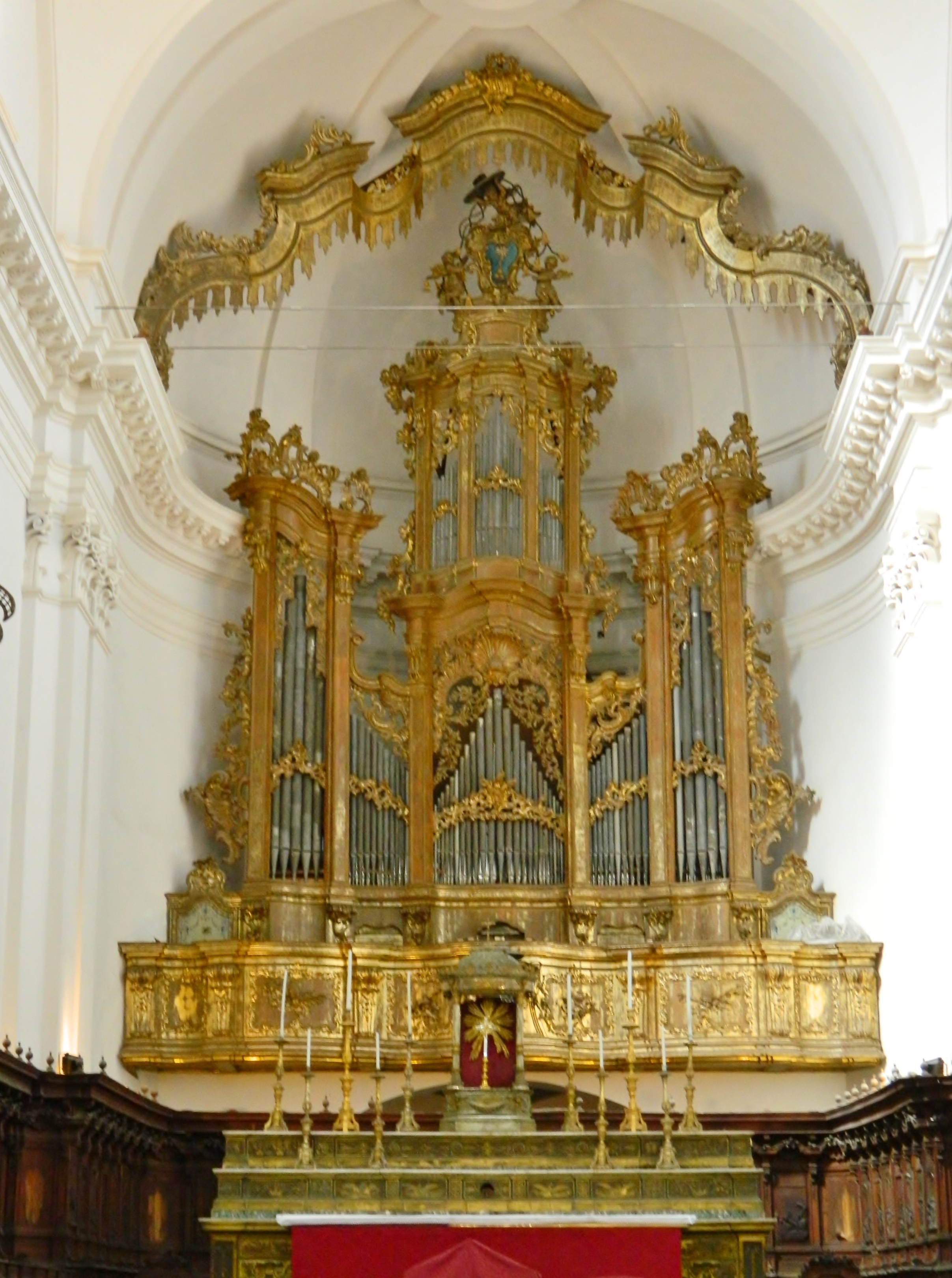
Orgel mit 3000 Pfeifen.

Über die im selben Jahr eingeweihte Orgel von Donato Del Piano (1704–1785) berichtet Goethe, dass ein unscheinbarer Mönch, „das herrliche Instrument bearbeitend“, die Kirche „bis in den letzten Winkel mit leisestem Hauch sowohl als gewaltsamsten Tönen durchsäuselte und durchschmetterte“.
1766–1784 beschäftigte das Kloster den letzten großen Barockarchitekten Catanias, den Polen Stefano Ittar (1724–1790). Dieser entwarf die halbelliptische Gebäudekulisse vor der Kirche, die dem Volk die Teilnahme an großen religiösen Festen ermöglichte (Piazza Dante), und stellte die von Vaccarini begonnenen Gemeinschaftsräume fertig. Vor allem aber vollendete er die Kirche, die Borch 1777 als eine der schönsten Italiens bezeichnete, während das Konventsgebäude von Mangel an gutem Geschmack zeuge. Damals fehlte dem Gotteshaus noch die Kuppel, die ihm Ittar 1778–1780 aufsetzte.
In den 1790er Jahren baute Battaglias Sohn Antonino die Monumentaltreppe im Osten des Konventsgebäudes um, die mit Stuckreliefs geschmückt wurde. Sein Cousin Carmelo Battaglia nahm die Fassade der Kirche in Angriff, welche vom anonymen Gewinner eines Architekturwettbewerbs derjenigen der Lateranbasilika in Rom nachempfunden worden war. Doch blieb sie ein monumentaler Torso. In den 1840er Jahren wurde unter Beizug deutscher Astronomen eine 39 m lange Sonnenuhr („Meridiana“) in den Boden des Querschiffs der Kirche eingelassen. Als letzter Architekt veränderte Mario Musumeci den östlichen Kreuzgang des Klosters, in dessen Zentrum ein neugotisches „Caffeaos“ (Coffeehouse) entstand.

## Säkularisation und neue Nutzung

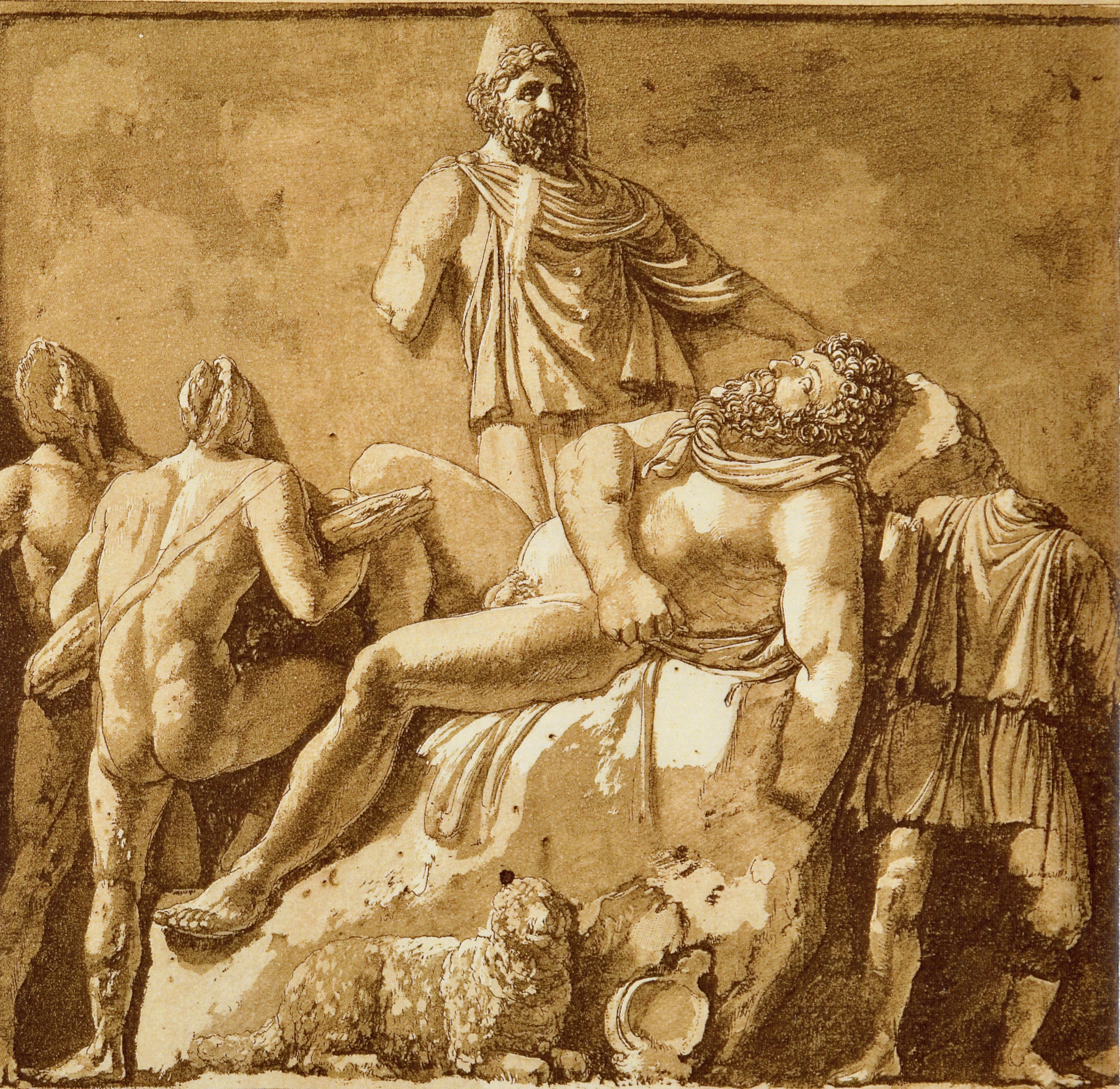
Antikes Relief mit der Blendung von Polyphem im Museum des Klosters (Jean-Pierre Houël, 1784).

Laut Derek Beales gehört San Nicolò l’Arena (wie Melk, Vierzehnheiligen, Sankt Gallen oder Sankt Blasien) zu den Klosterbauten des 18. Jahrhunderts, „that dazzle the observer with their grandeur, their beauty and their audacity“. Das Cataneser Kloster war für die Versorgung von Adligen bestimmt, die das Majoratsrecht vom Erbe des Familienbesitzes ausschloss. Die Pracht der Bauten sollte ihren sozialen Rang widerspiegeln. Die Kirche gilt mit Innenmaßen von 105 m Länge, 71 m Breite und 62 m Höhe (Kuppel) als größte Siziliens. Das Konventsgebäude von 210 auf 130 m gleicht einem Königspalast, obwohl es jeweils nur von etwa 20 bis 40 Patres bewohnt war. Wie gut diese lebten, zeigen die mit Keramikfliesen geschmückte monumentale Küche und die zugehörigen unterirdischen Vorratsräume (von denen ein Schacht durch die Lava zum 1669 überdeckten Fluss Amenano hinunterführt).
Der oben zitierte Brydone witzelte, Catanias „fat Benedictine monks“ seien „determined to make sure of a paradise, at least in this world, if not in the other“.
Zur Ehrenrettung der Patres sei beigefügt, dass sich viele von ihnen den Wissenschaften, zum Beispiel der Altertumsforschung, widmeten. Der Konvent hatte seine materielle Basis in Latifundien mit Tausenden von Arbeitskräften. 1846 erzielte er 82 500 Dukaten Gewinn, was 284 kg Gold von weit höherer Kaufkraft als heute entspricht. Eine solche auf Vorrechten der Geburt beruhende Institution aber konnte das Zeitalter der Revolution nicht überleben.

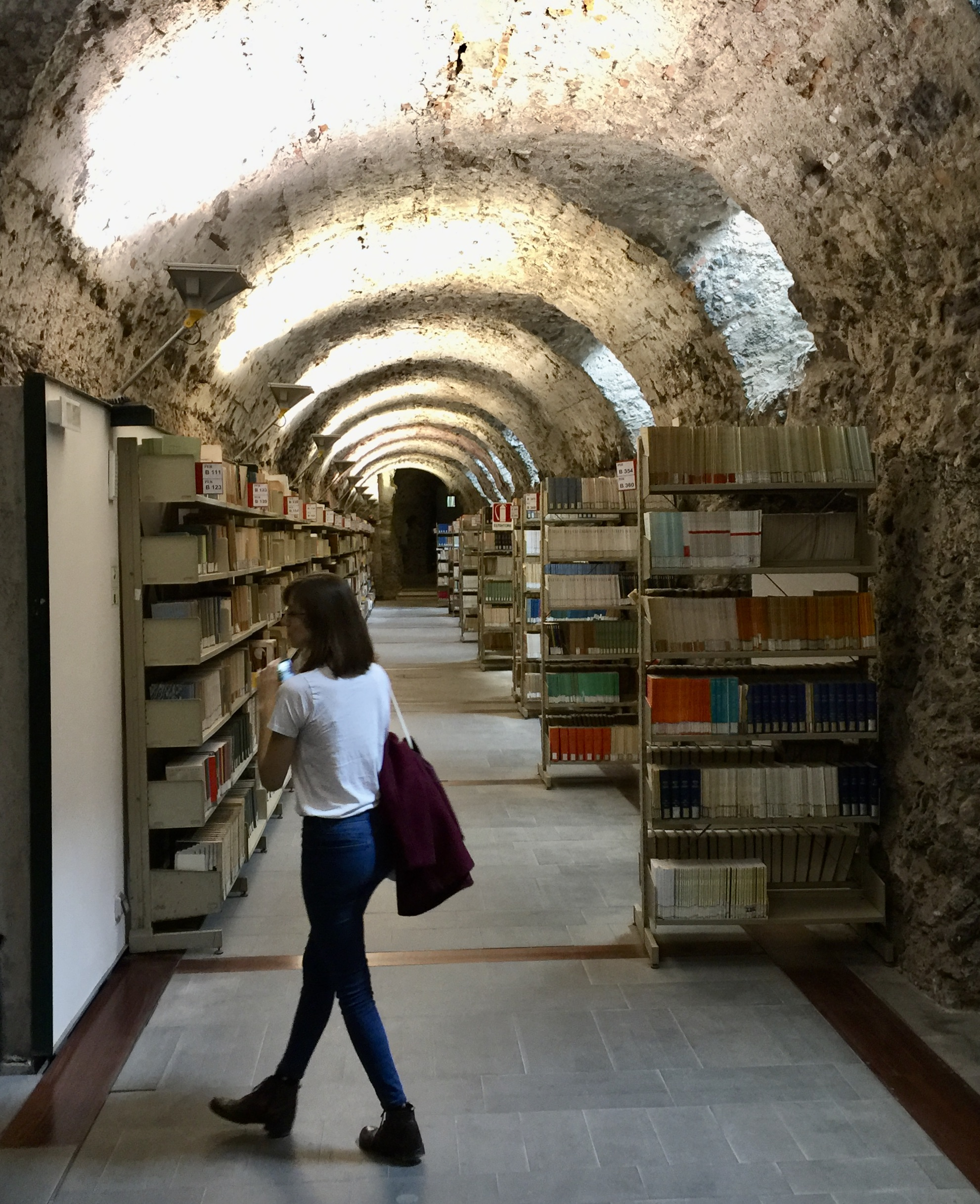
Kellergeschoss: Bibliothek des DISUM.

Auf seinem zweiten Sizilienzug hatte Giuseppe Garibaldi 1862 kurze Zeit sein Hauptquartier im Kloster. Vier Jahre später wurde dieses wie Tausende anderer religiöser Einrichtungen im neugegründeten Königreich Italien säkularisiert. Man erklärte es zum Kunstdenkmal und überließ es der Stadt Catania. Abt Giuseppe Benedetto Dusmet wurde Erzbischof und Kardinal. In dem Gebäudekomplex hielten eine Kaserne, ein Technisches Institut, ein Gymnasium, ein astrophysikalisches Observatorium, ein geodynamisches Laboratorium Einzug. 1977 ging er mit Ausnahme der Kirche in den Besitz der Universität Catania über. In den 1990er Jahren wurde ein Restaurierungs- und Umnutzungsprojekt von Giancarlo De Carlo realisiert. Heute haben in dem ehemaligen Kloster die sieben Sektionen des DISUM (Departement für humanistische Wissenschaften) und die Biblioteche Riunite „Civica e A. Ursino Recupero“ ihren Sitz. Die Sanierung der Kirchenkuppel wurde 2012 abgeschlossen.
Die ehemaligen Konventsgebäude können frei betreten werden, der Öffentlichkeit verschlossene Räume im Rahmen von Führungen. Zugänglich sind auch die Kirche und deren Dachterrassen. Die ehemaligen Sammlungen der Benediktiner gehören heute zu den Beständen des Museo civico im Castello Ursino.

## Galerie

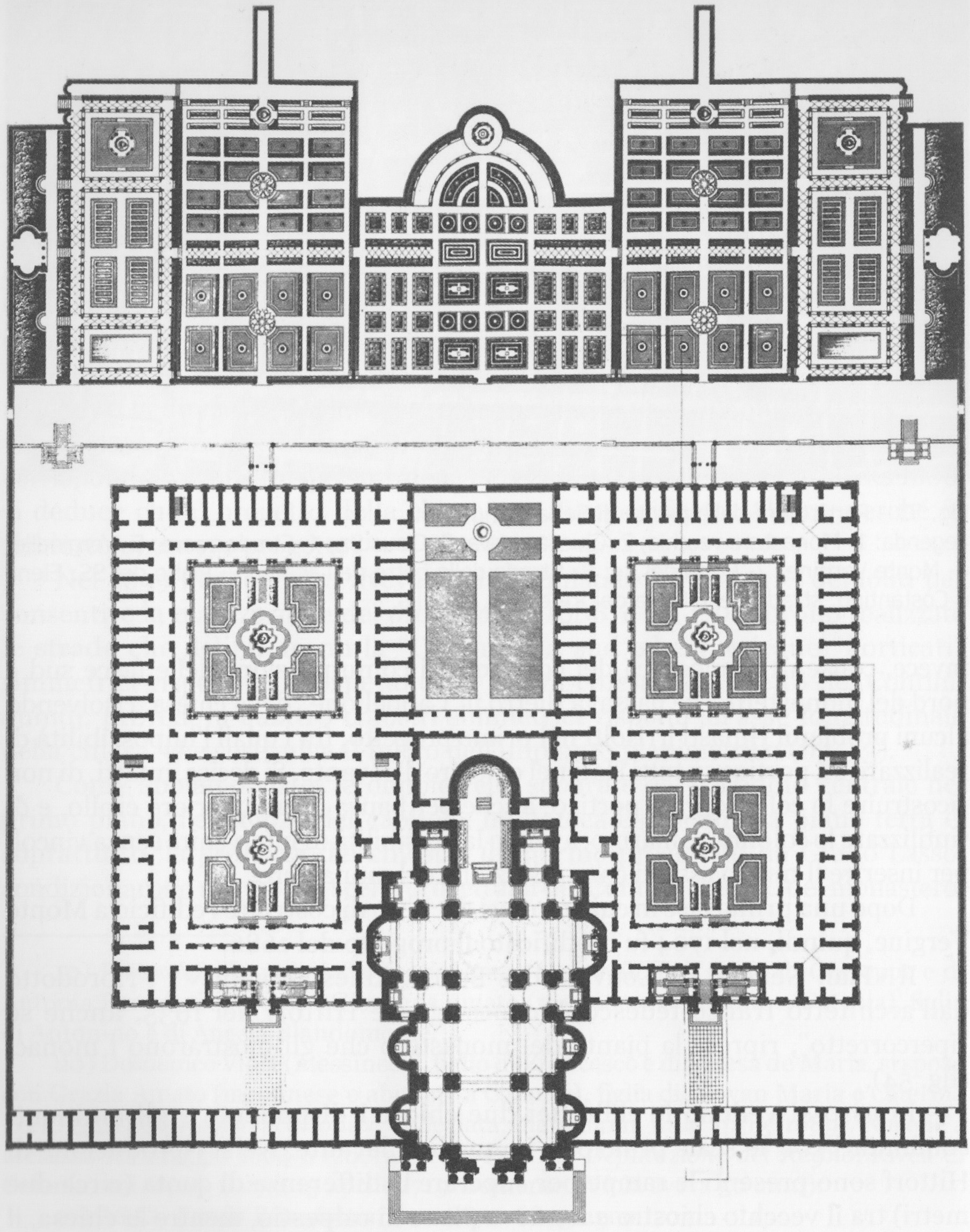
Idealplan (1704, Kopie von 1835).
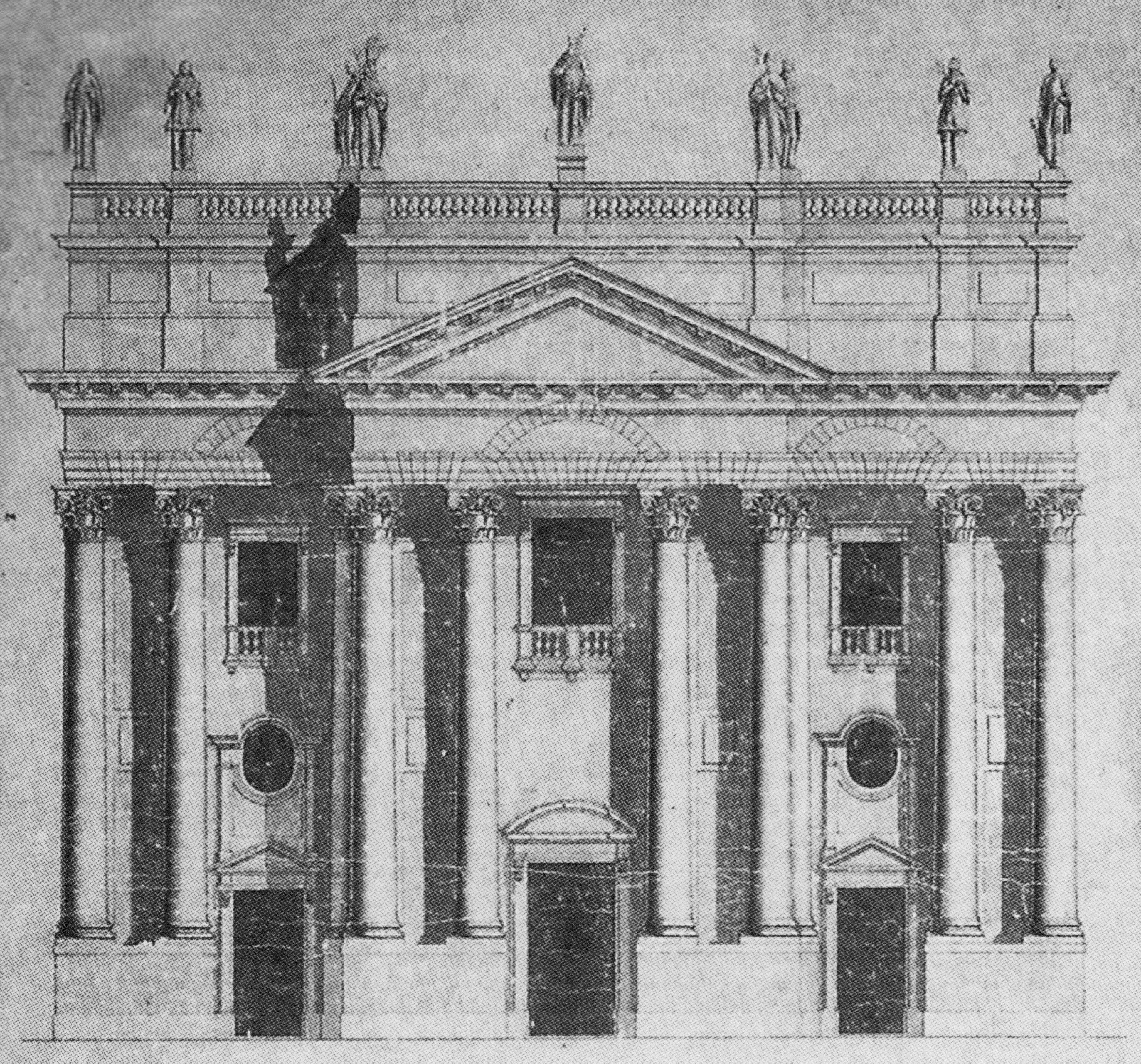
Geplante Fassade der Kirche (1774).
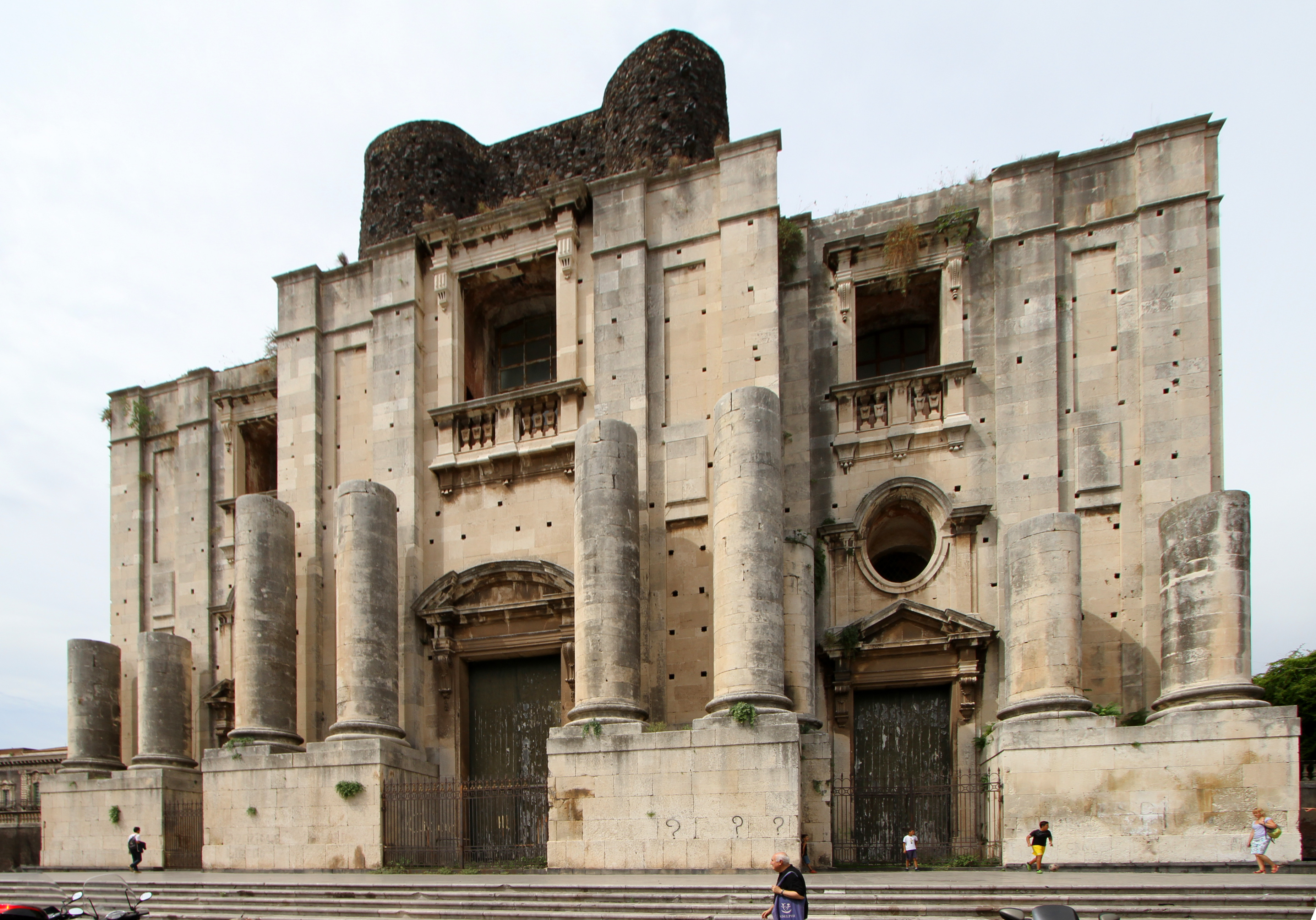
Ausgeführter unterer Teil.
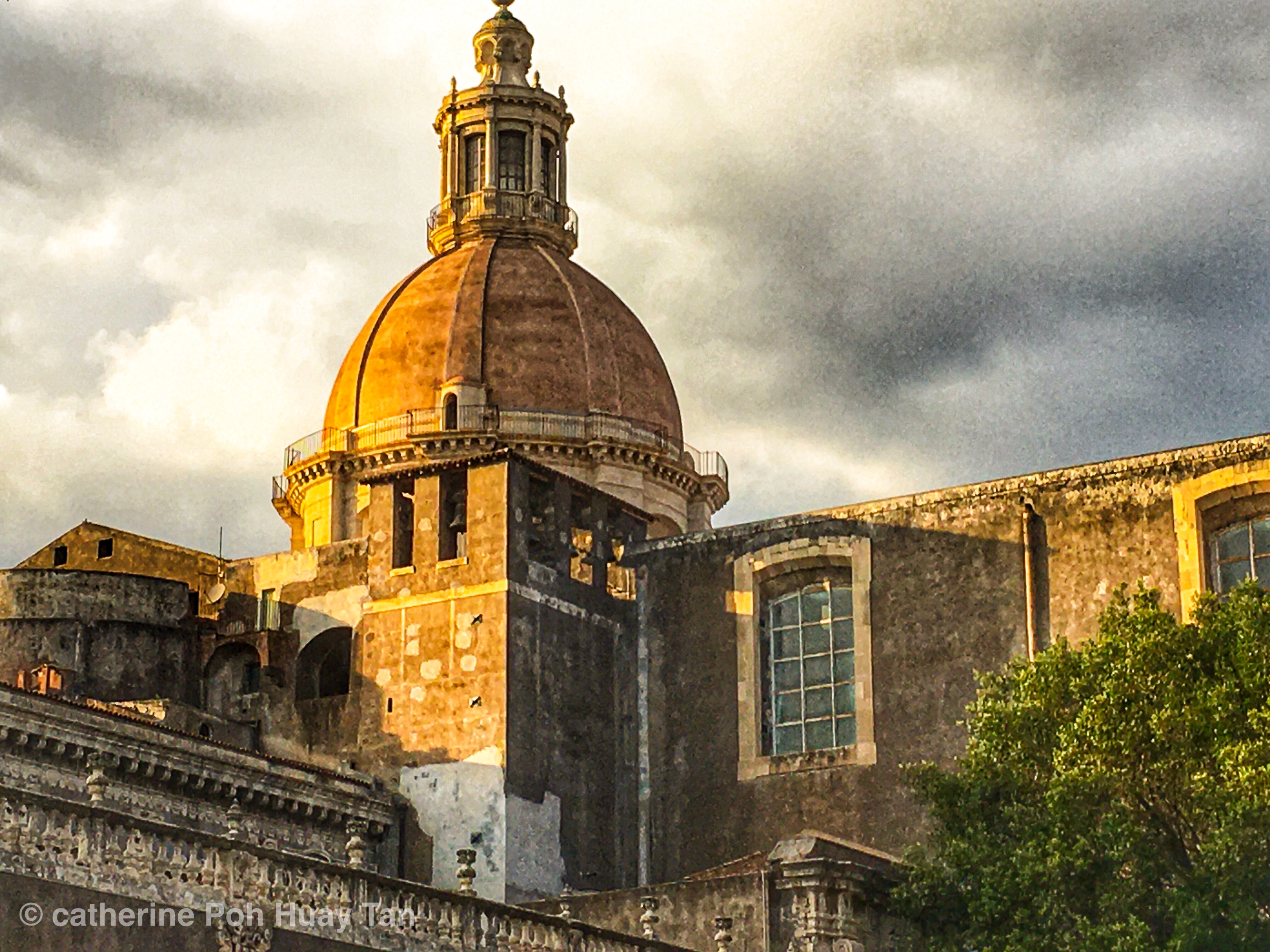
Kuppel und Glockenturm.
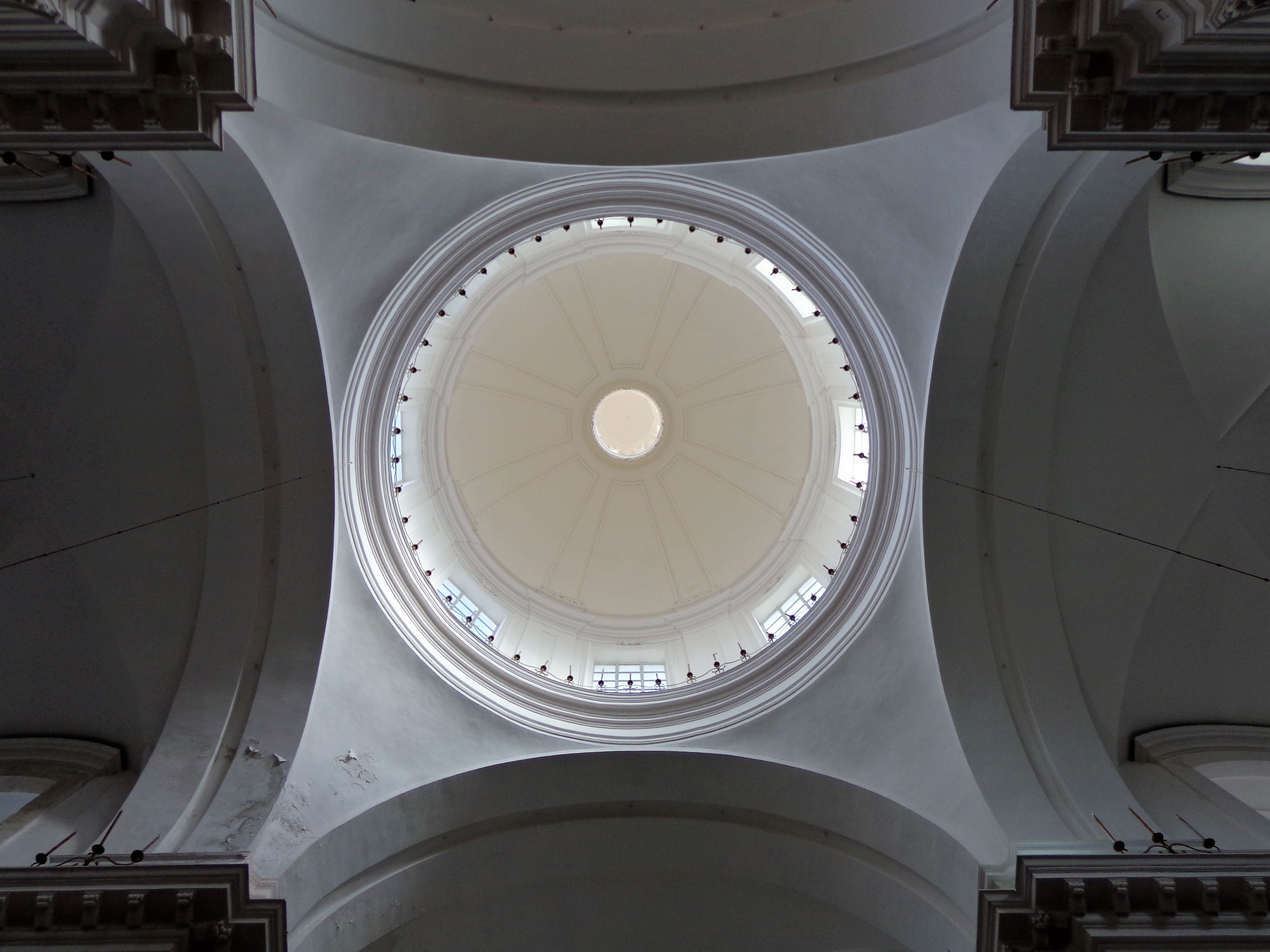
Inneres der Kuppel (Höhe 62 m).
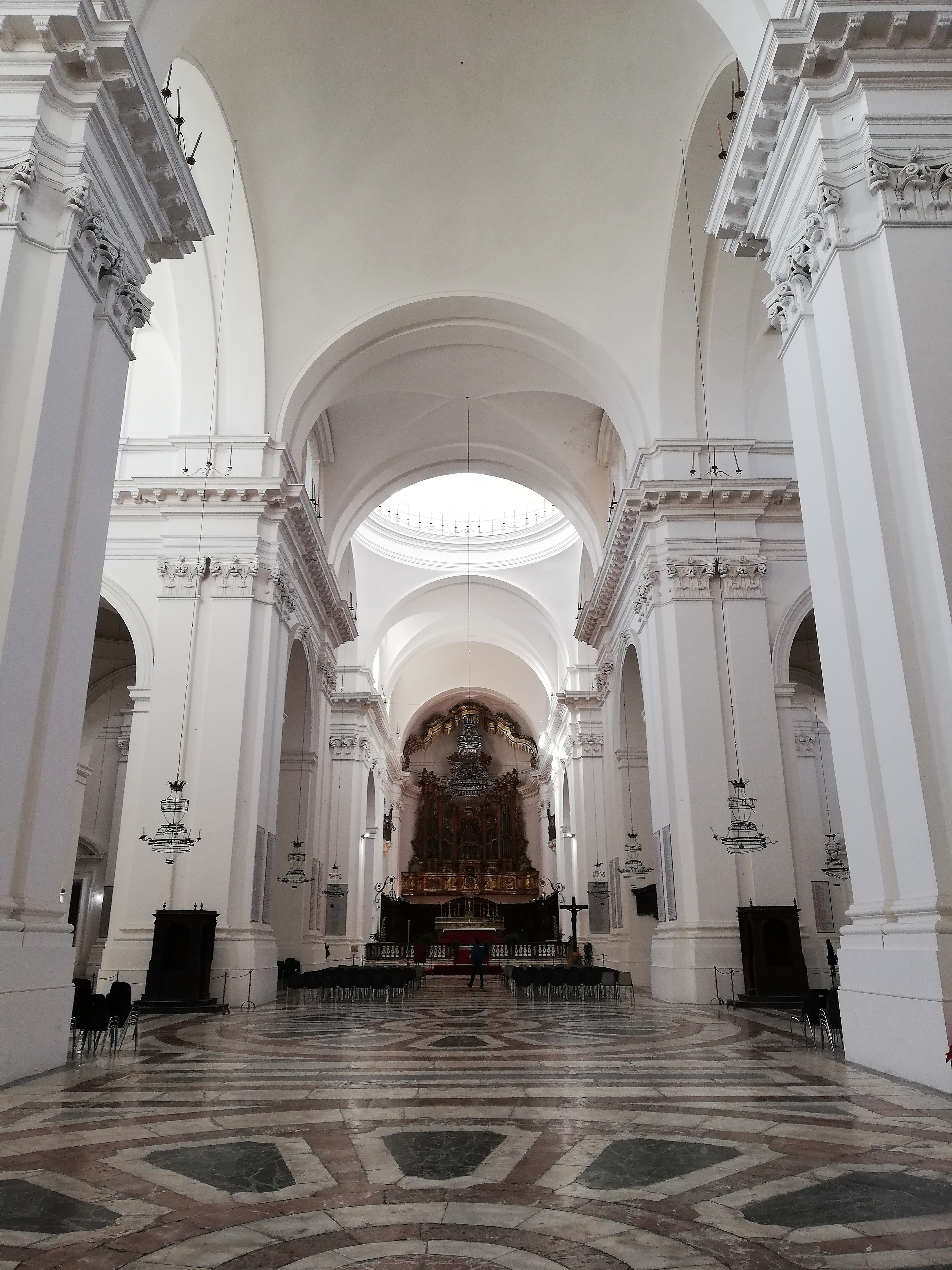
Hauptschiff (Länge 105 m).
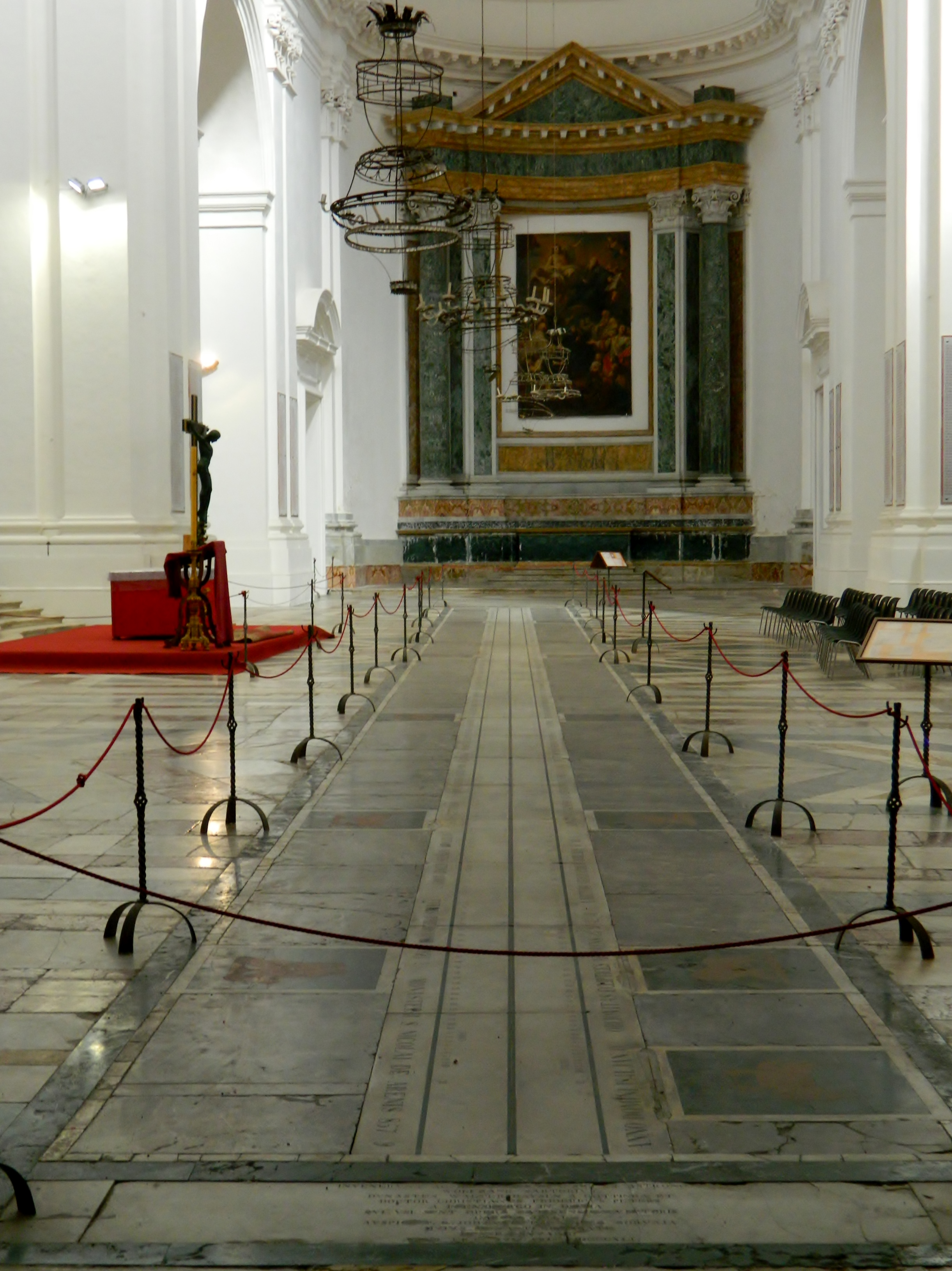
Querschiff (Breite 71 m): Sonnenuhr.
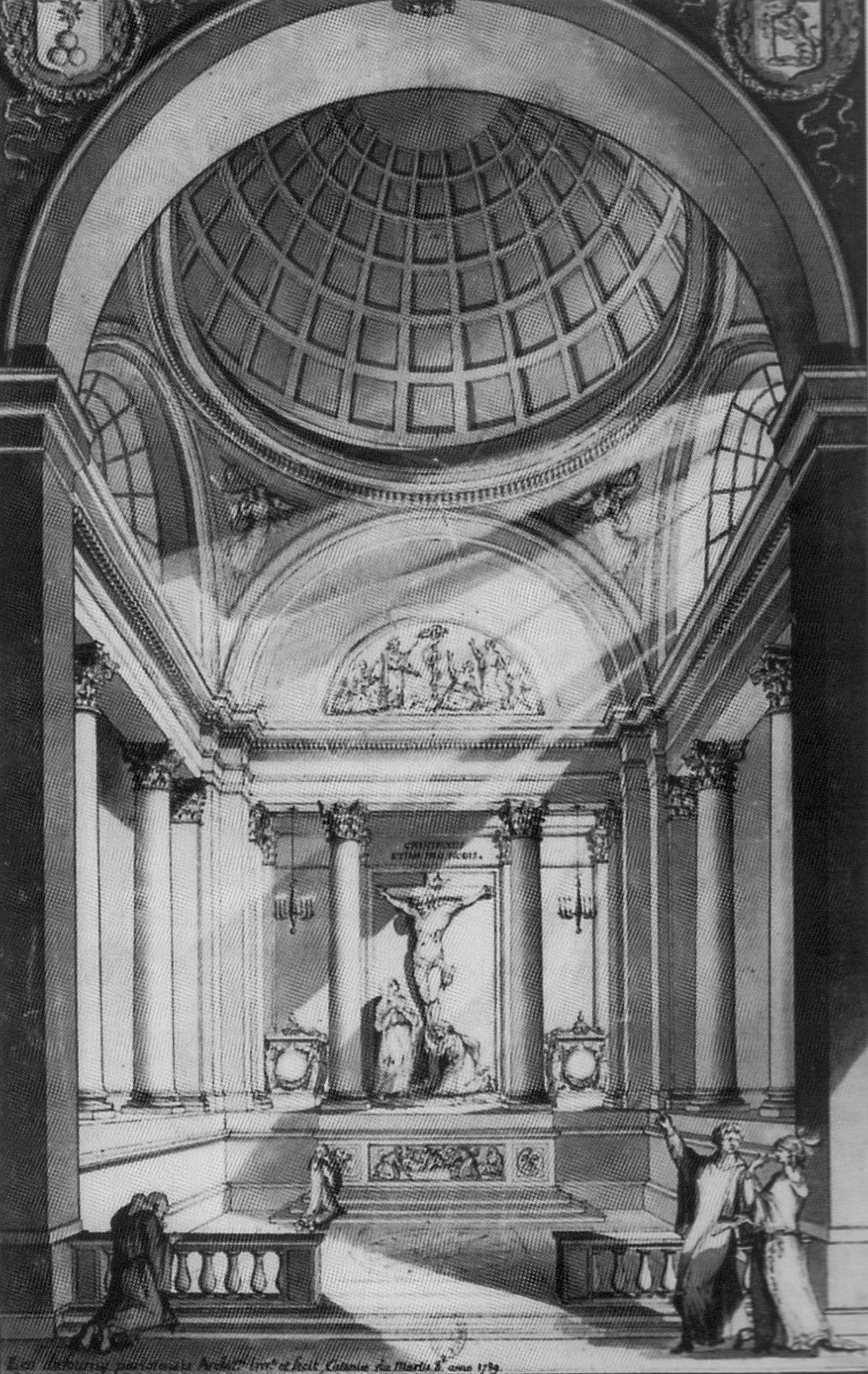
Nicht ausgeführte Kapelle (1789).
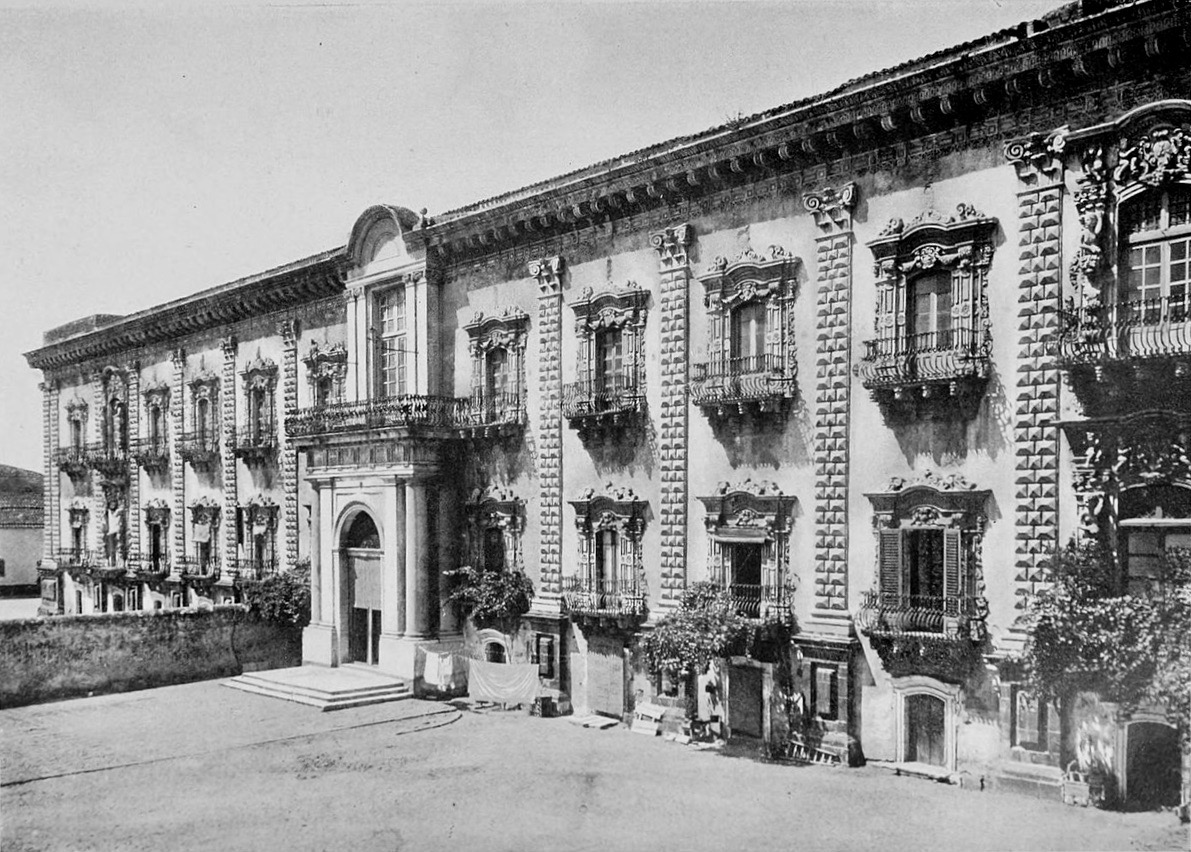
Südfassade mit Hauptportal (1907).
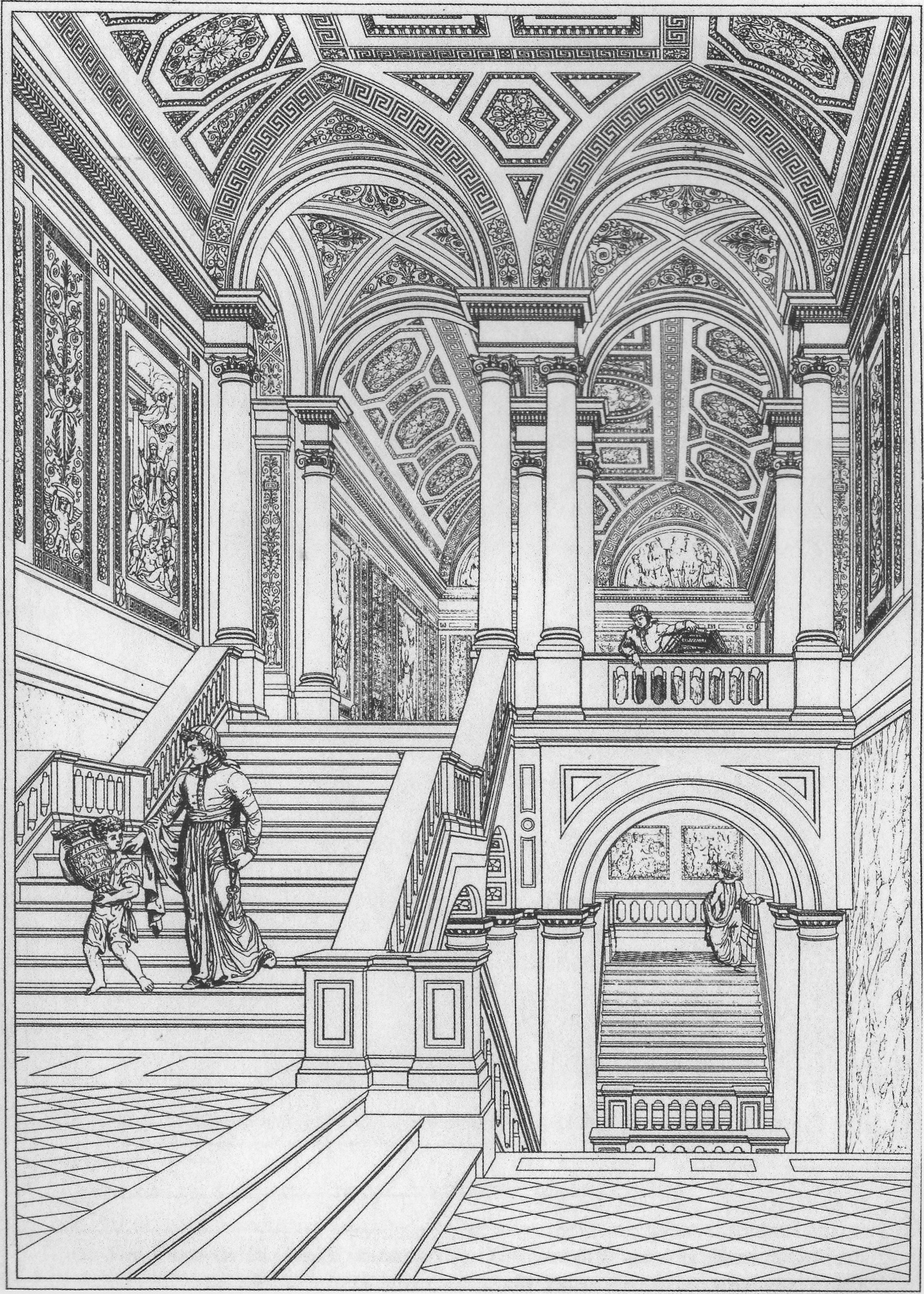
Monumentaltreppe (1835).
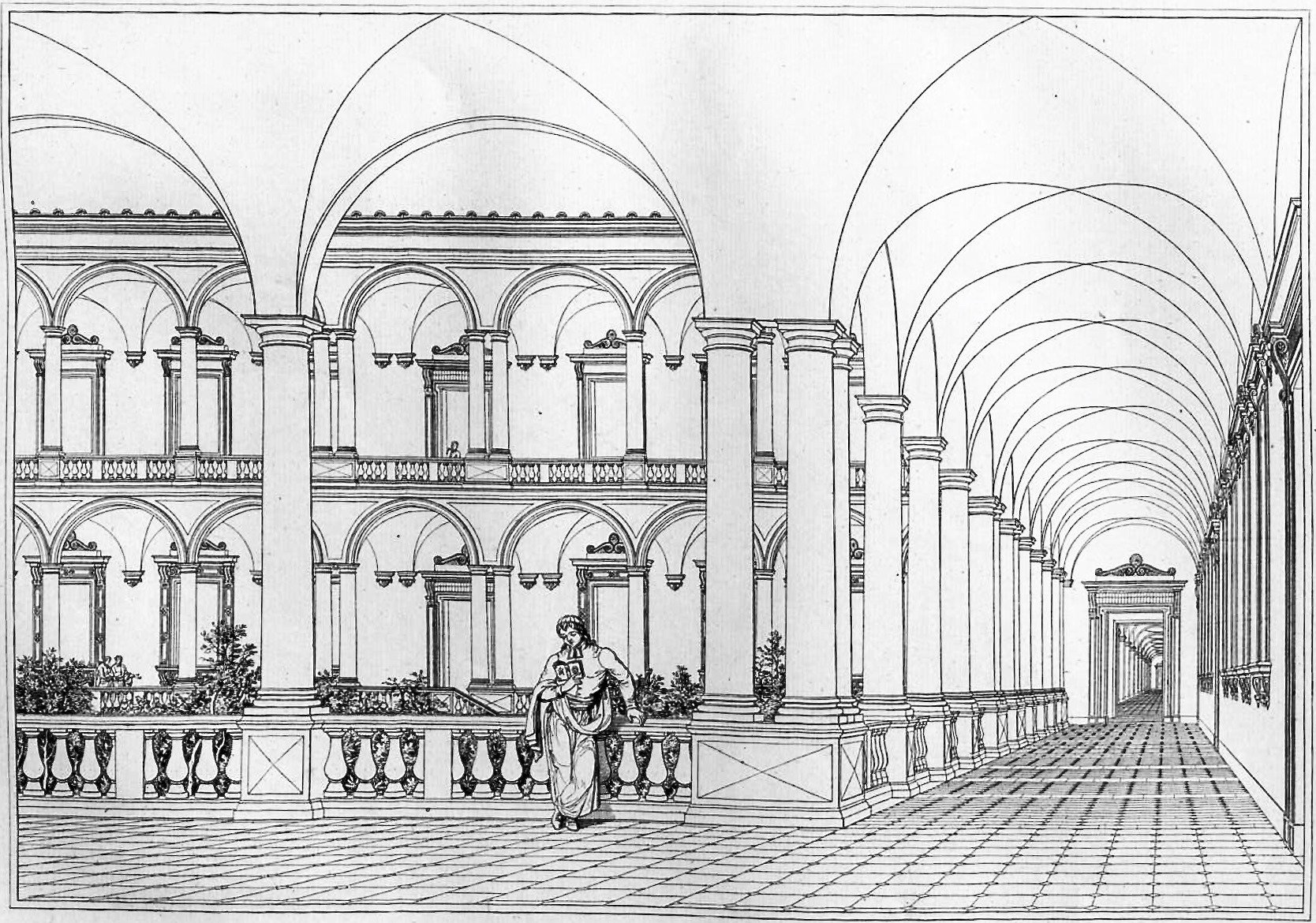
Idealplan eines Kreuzgangs (1835).
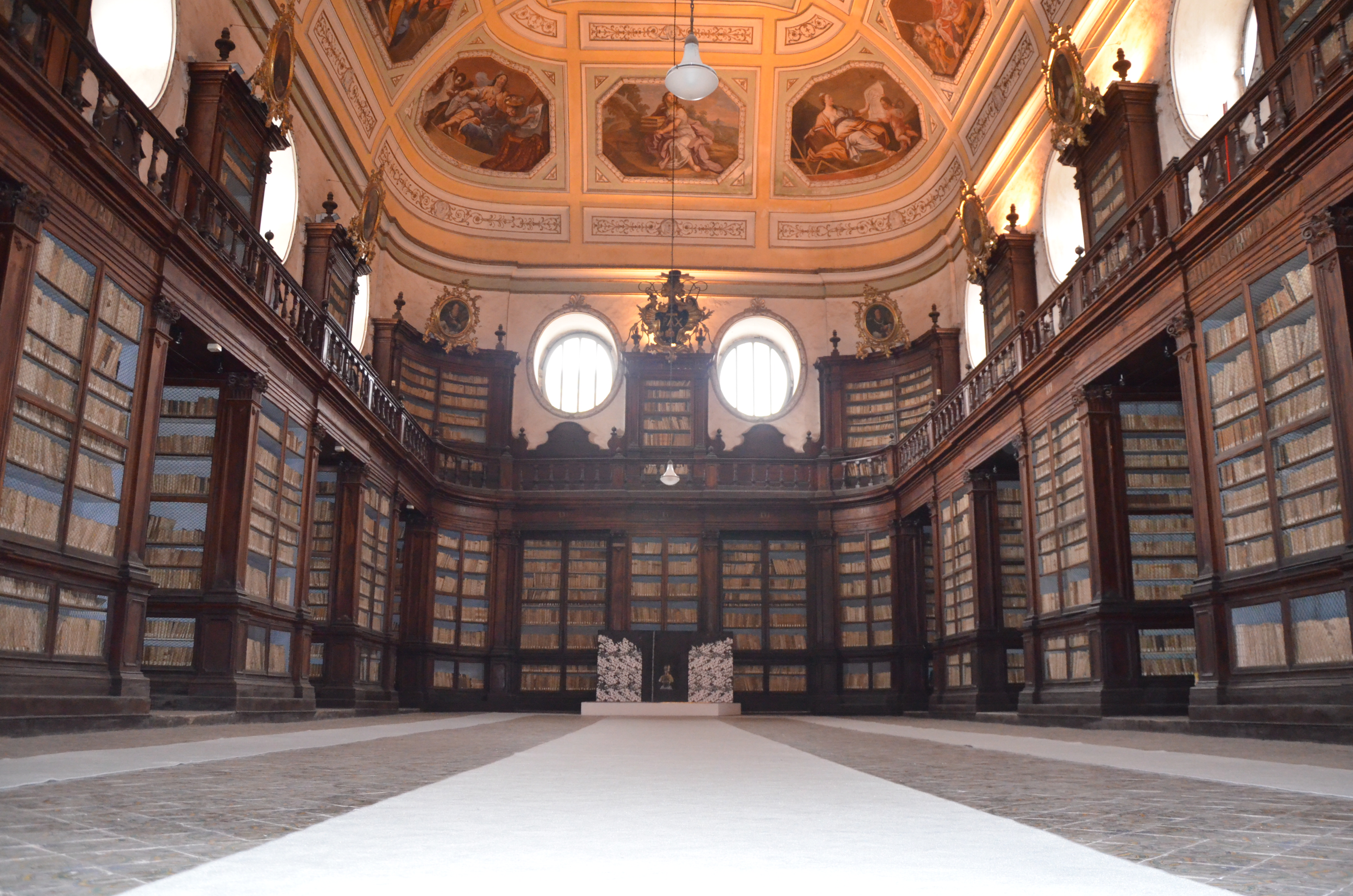
Bibliothekssaal.
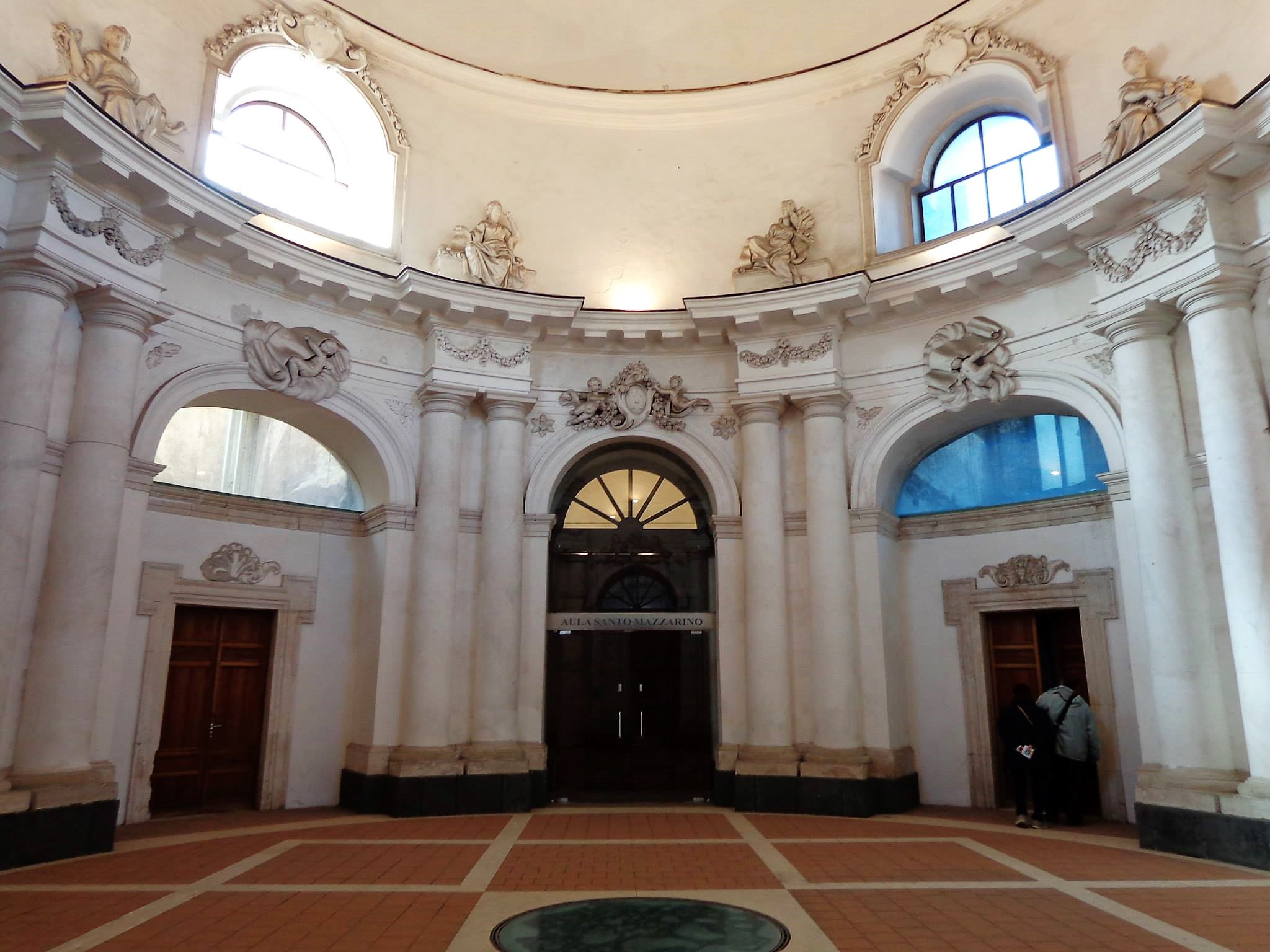
Anterefektorium.
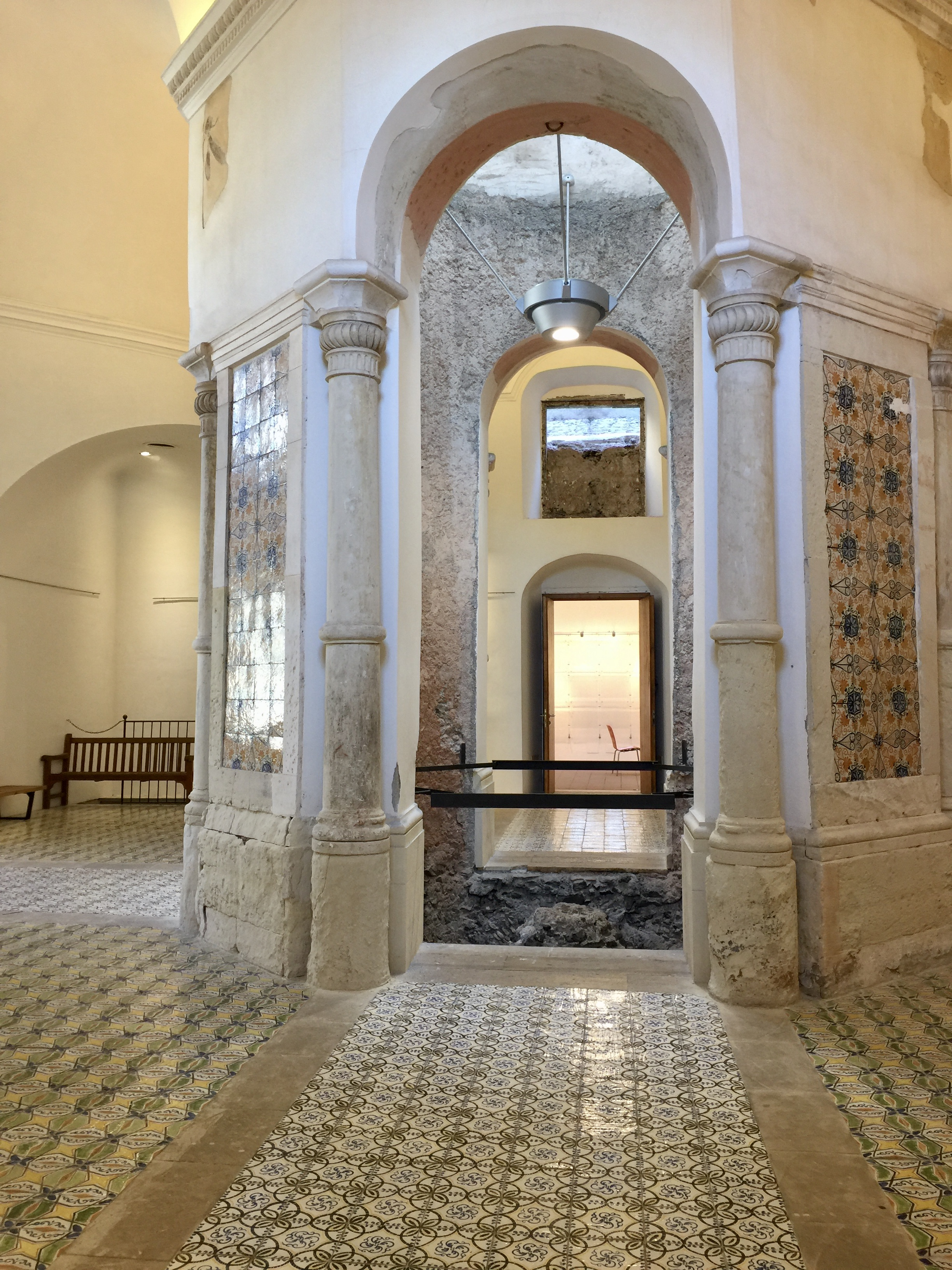
Küche mit Ädikula und Keramikfliesen.
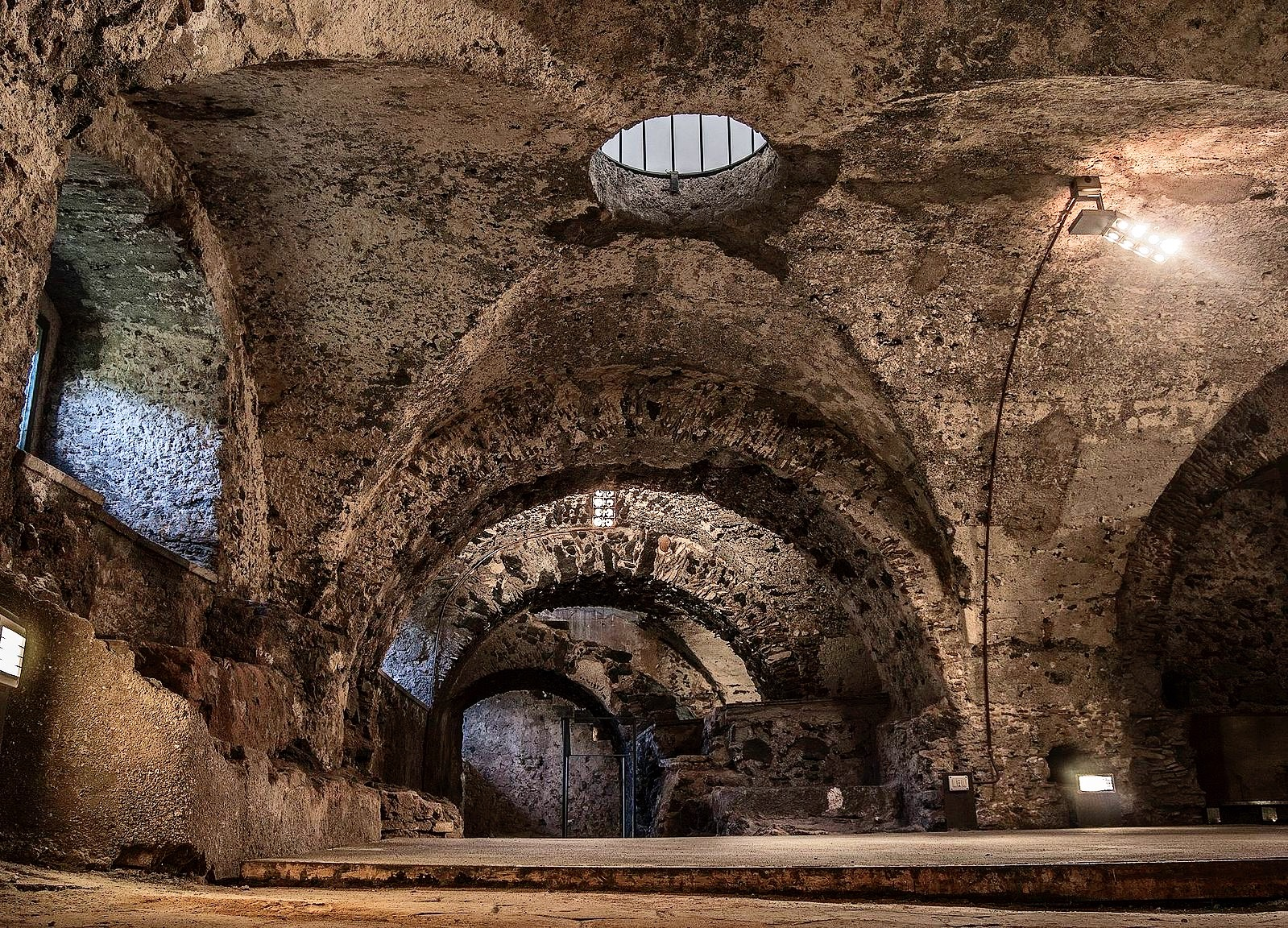
Vorratsräume unter der Küche.
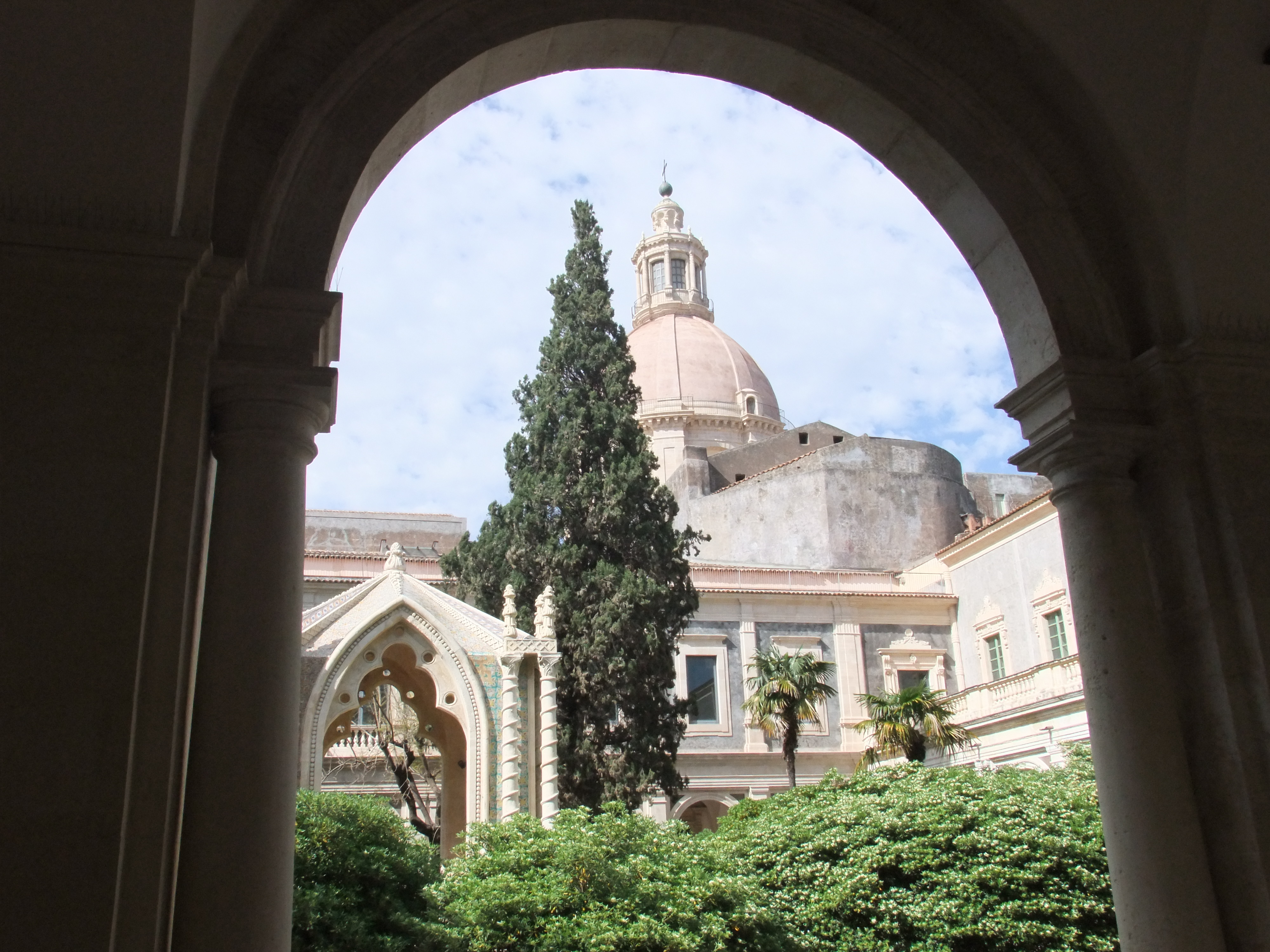
„Caffeaos“ (Coffeehouse).

## Videos
- Officine Culturali: A come Avventura al Monasteri dei Benedettini (italienisch). 9 min (Video auf YouTube).
- Vivi Catania. Monastero dei Benedettini di San Nicolò L'Arena, Catania (stumm). 14 min (Video auf YouTube).